# والتر ساباتيني
والتر ساباتيني (بالإيطالية: Walter Sabatini)‏ هو لاعب كرة قدم إيطالي في مركز الوسط، ولد في 2 مايو 1955 في مارشانو في إيطاليا. لعب مع نادي بارما ونادي باليرمو ونادي برو باتاريا ونادي بيروجيا ونادي روما ونادي فاريسي ونادي فينيزيا.

## وصلات خارجية
- والتر ساباتيني على موقع قاعدة بيانات كرة القدم.إي يو (الإنجليزية)
- والتر ساباتيني على موقع عالم كرة القدم.نت (الإنجليزية)